# Máltai férfi vízilabda-válogatott
A Máltai férfi vízilabda-válogatott Málta nemzeti csapata, melyet az Máltai Vízisport-szövetség irányít. A csapat olimpiai játékokon kétszer vett részt. Legjobb eredménynek az 1928. évi nyári olimpiai játékokon elért 7. helyezés és a 2016-os férfi vízilabda-Európa-bajnokságon indulás számít.

## Eredmények

### Olimpiai játékok
- 1928 : 7. hely
- 1936 : 16. hely

### Európa-bajnokság
- 1926-2014 : nem jutott ki
- 2016: 15. hely
- 2018: 16. hely
- 2020: 16. hely
- 2022: 14. hely
- 2024: 15. hely